# Abbaye de la Trinité

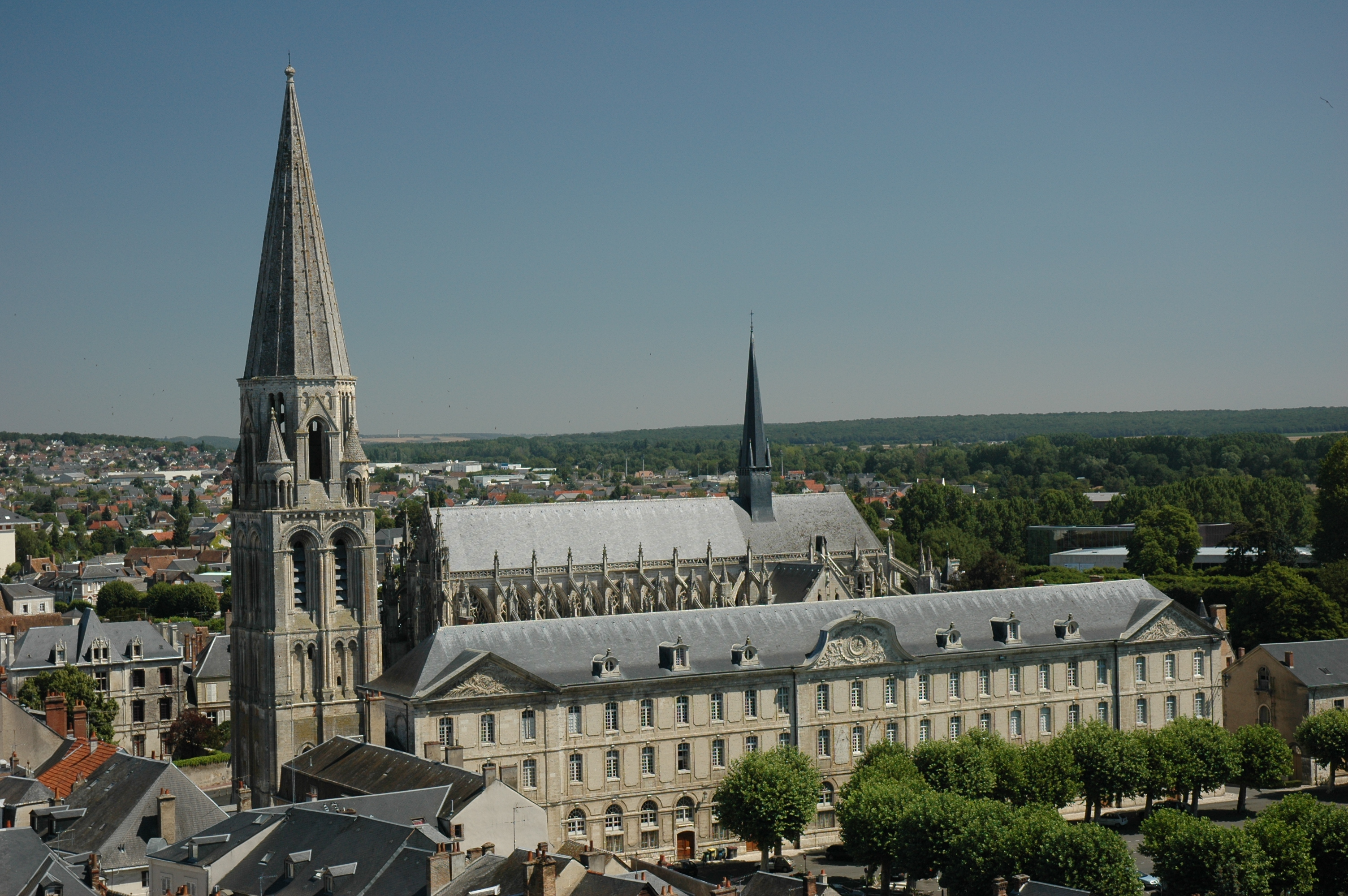
De Abbaye de la Trinité

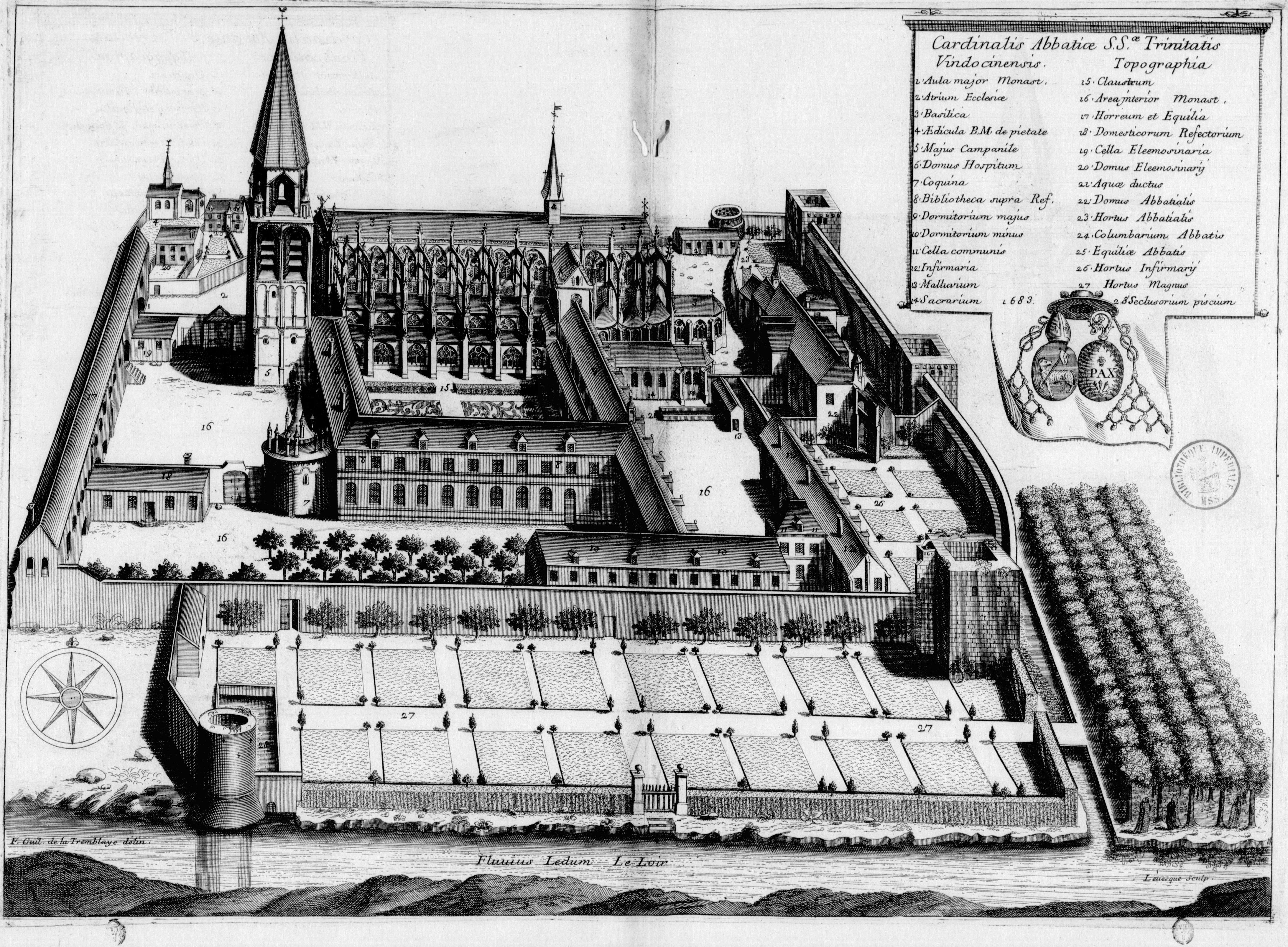
De abdij in de 17e eeuw (Monasticon Gallicanum)

De Abbaye de la Trinité (Abdij van de Drievuldigheid) was een benedictijner abdij in de Franse stad Vendôme. De abdij werd gesticht in 1033 en werd afgeschaft na de Franse Revolutie.

## Geschiedenis
De abdij werd gesticht in 1033 door Godfried II van Anjou, die graaf van Vendôme was. Hij schonk een reliek van de Heilige Traan aan de abdij. Een eerste abdijkerk werd op dertig jaar tijd gebouwd en was klaar rond 1065. De abdij kende een snelle groei en onder abt Geoffroy I, die abt was tussen 1093 en 1132, had de abdij al meer dan honderd monniken. Geoffroy I was een invloedrijke prelaat met de titel van kardinaal, die een rol speelde in de Investituurstrijd waarbij hij paus Urbanus II steunde. Het bleef de gewoonte dat de abten van La Trinité de titel van kardinaal kregen. De politieke invloed van de abten bracht hen meermaals in conflict met de graven van Vendôme. In de 17e eeuw trokken mauristen in de abdij. Tussen 1732 en 1742 kreeg het klooster een nieuwe en grotere zuidelijke vleugel.
De abdij werd afgeschaft na de Franse Revolutie en de gebouwen werden in 1791 verkocht. De kerk en de drie gebouwen rond de kloostertuin kwamen in handen van de gemeente. De kloostergebouwen werden aan het begin van de 19e eeuw een onderdeel van een cavaleriekazerne: het Quartier Rochambeau. Na de sluiting van de kazerne kwamen er in de kloostergebouwen een museum en openbare diensten.

## Gebouwen
De voormalige abdijgebouwen zijn beschermd als historische monumenten: de abdijkerk sinds 1840, de resten van de kapel van de heilige Loup sinds 1948 en de kloostergebouwen sinds 1949.

### Abdijkerk
De romaanse abdijkerk werd in 1271 afgebroken onder abt Renaud IV de Villedieu. Enkel de muren van de transept werden bewaard van de 11e-eeuwse kerk, die 70 meter lang was. De 12e-eeuwse klokkentoren, die gelijkaardig is aan de zuidelijke toren van de kathedraal van Chartres uit dezelfde periode, bleef ook bewaard. Het nieuwe gotische koor met grote raampartijen was klaar rond 1308. De Honderdjarige Oorlog vertraagde de werken. De gevel van de abdijkerk was klaar in 1508. De gevel met beelden van Jean Texier (ook bekend als Jean de Beauce) is een voorbeeld van flamboyante gotiek.

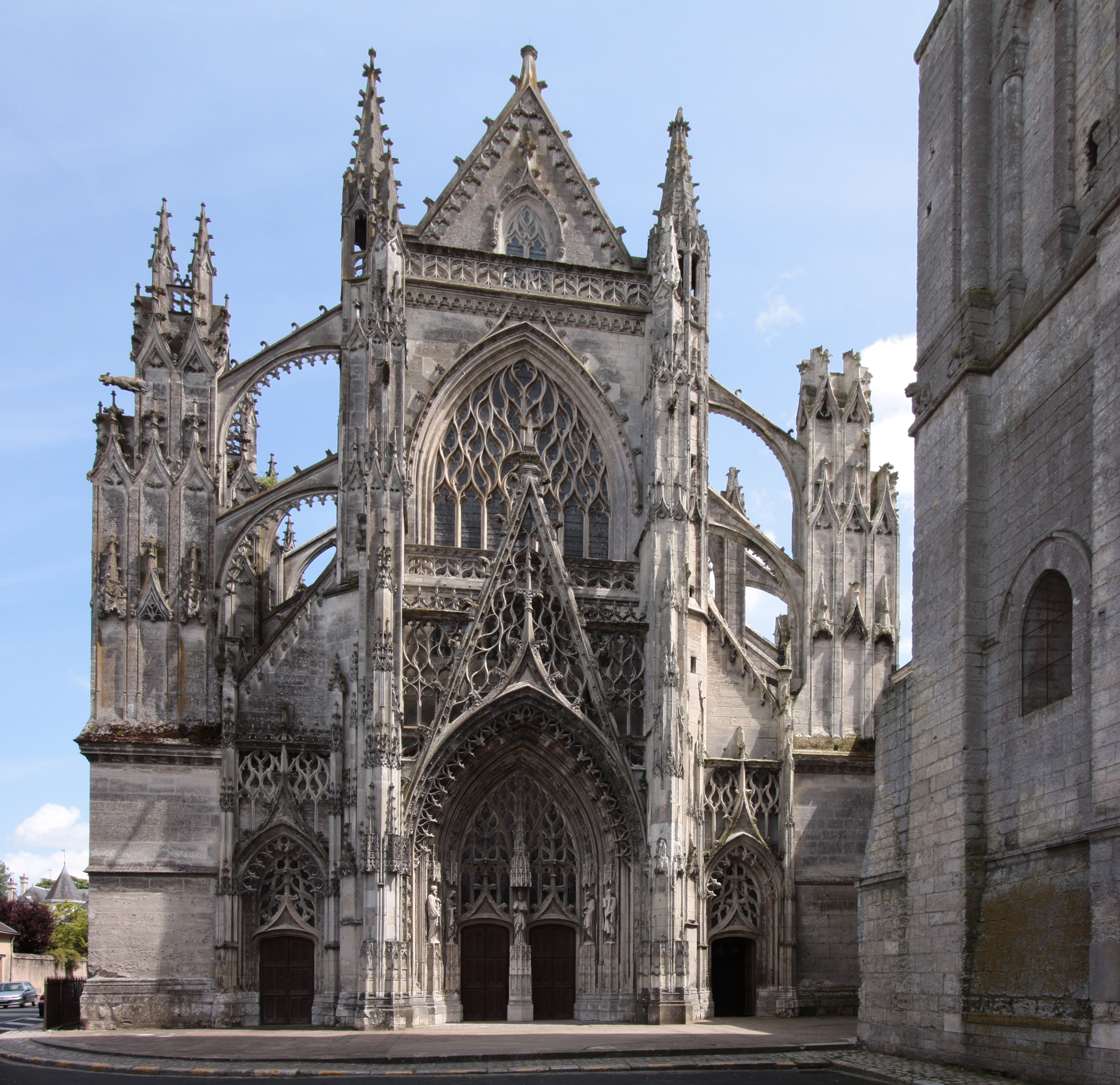
Gevel in flamboyante gotiek
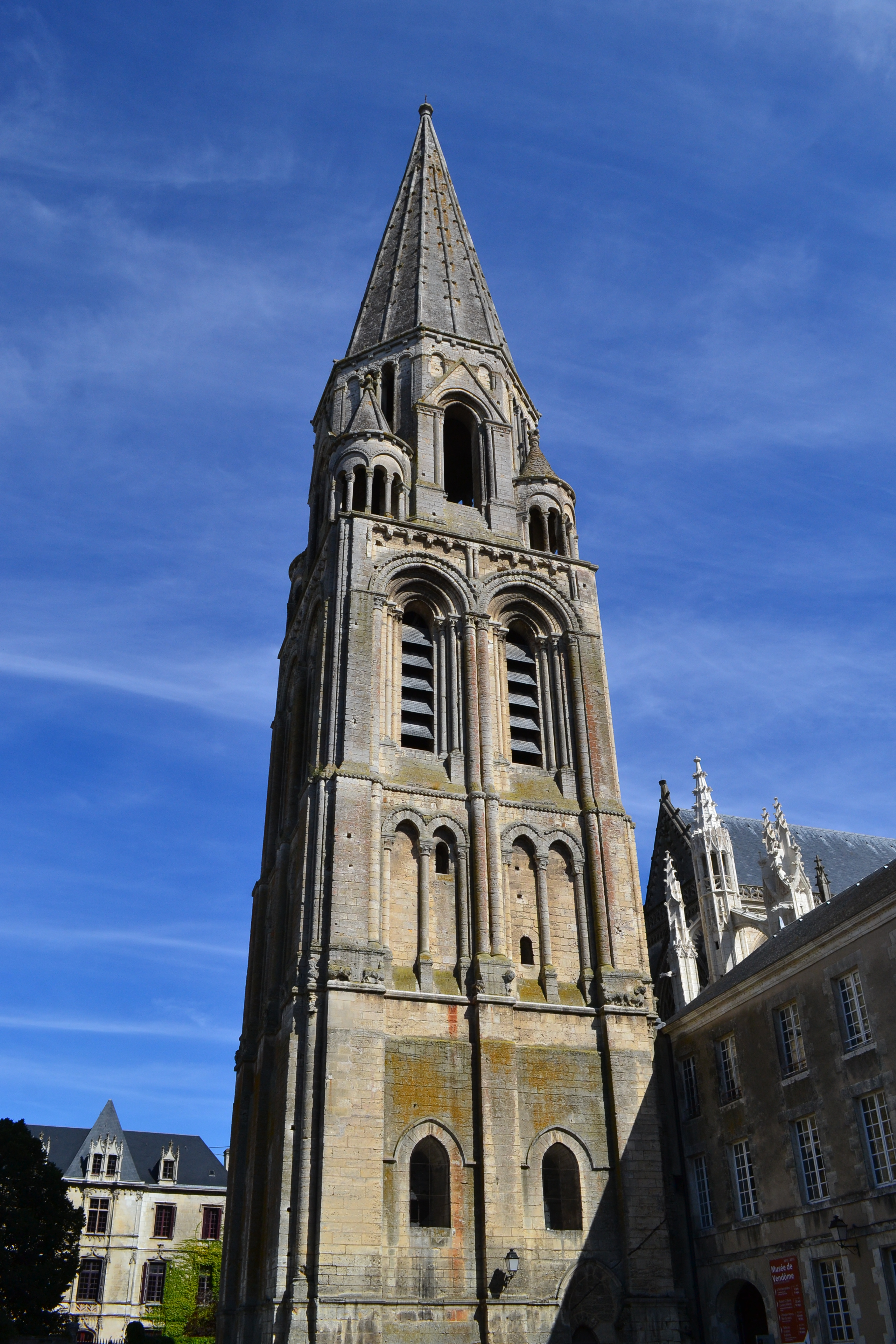
Toren
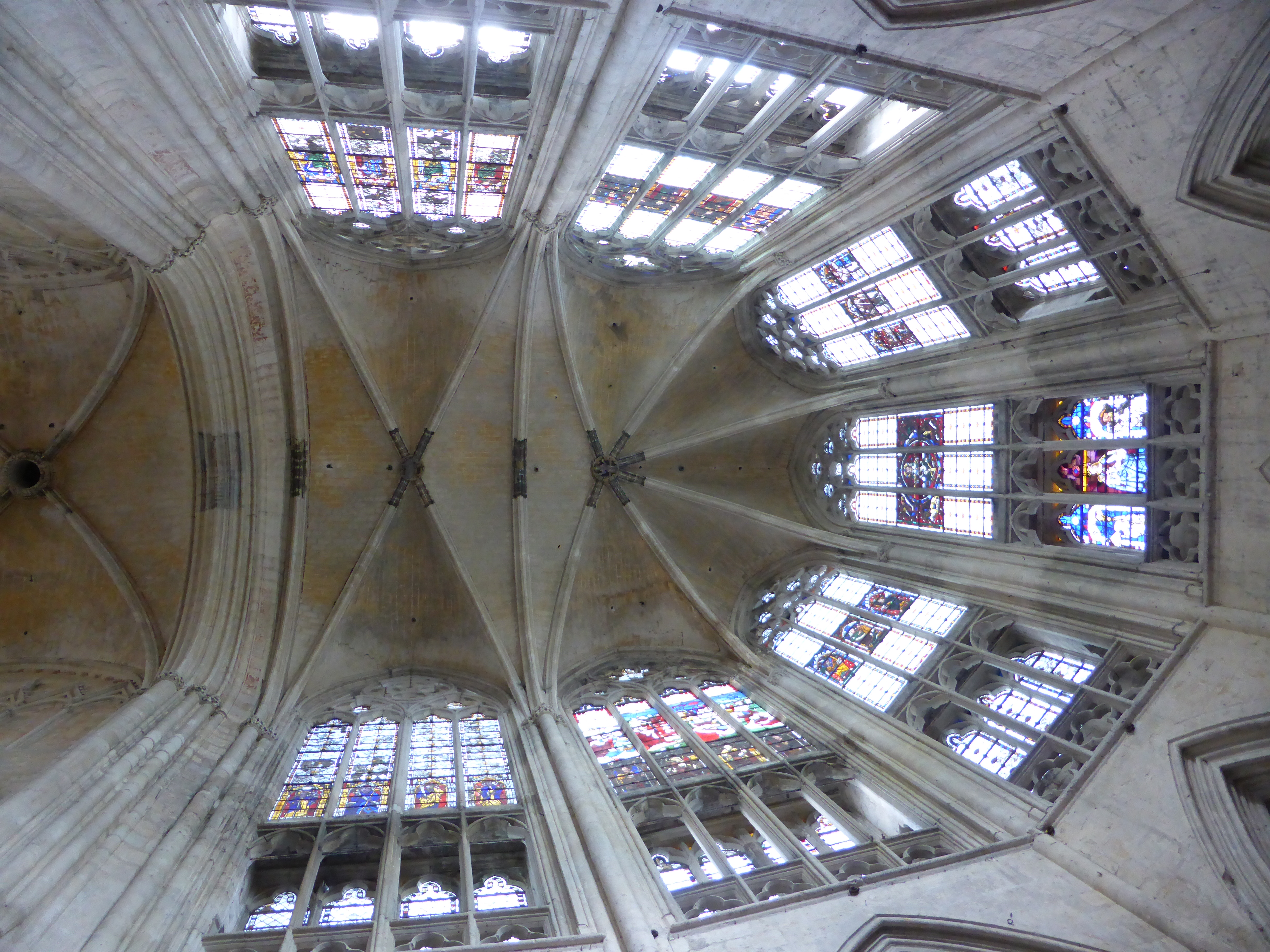
Koor
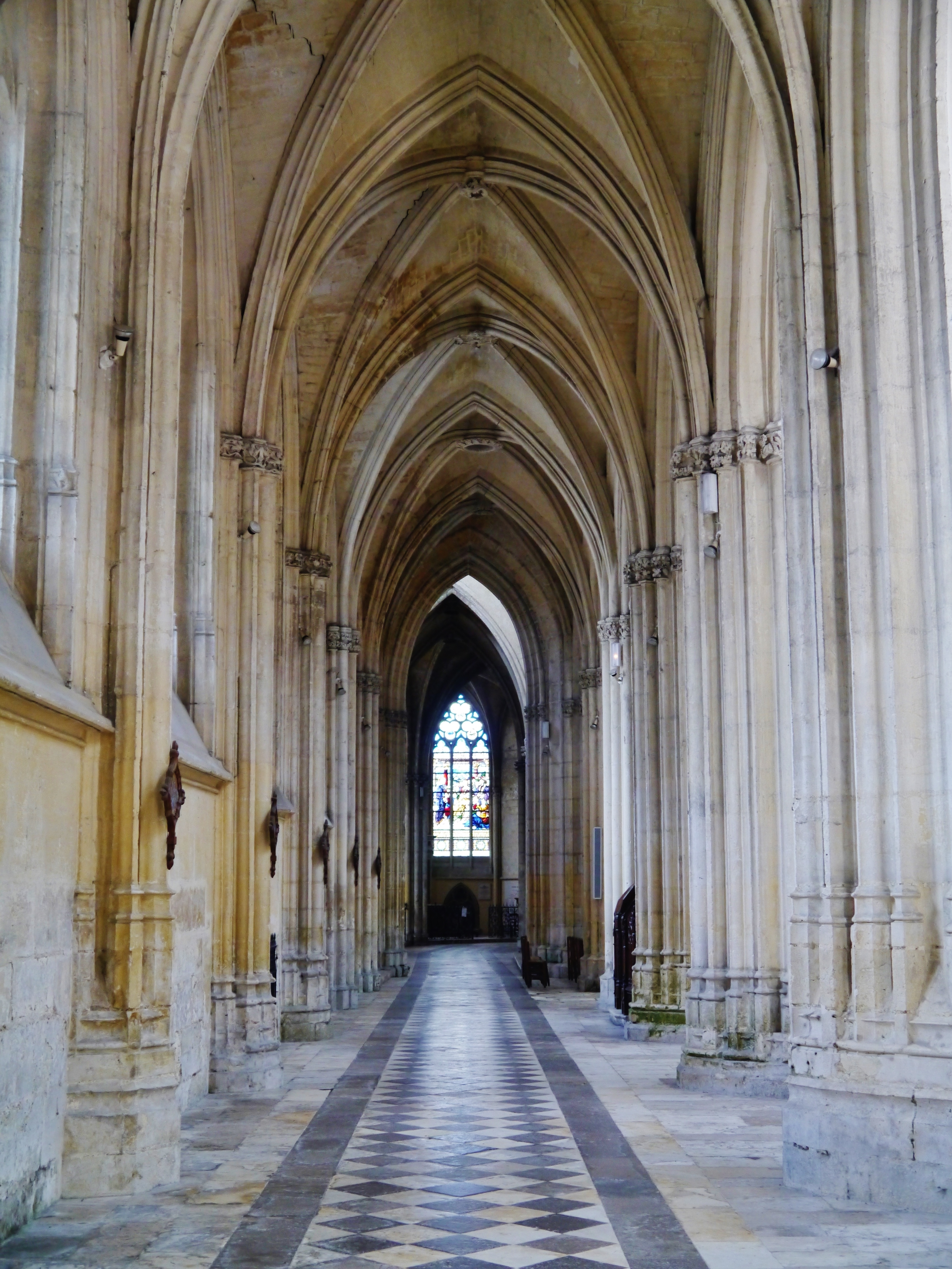
Interieur
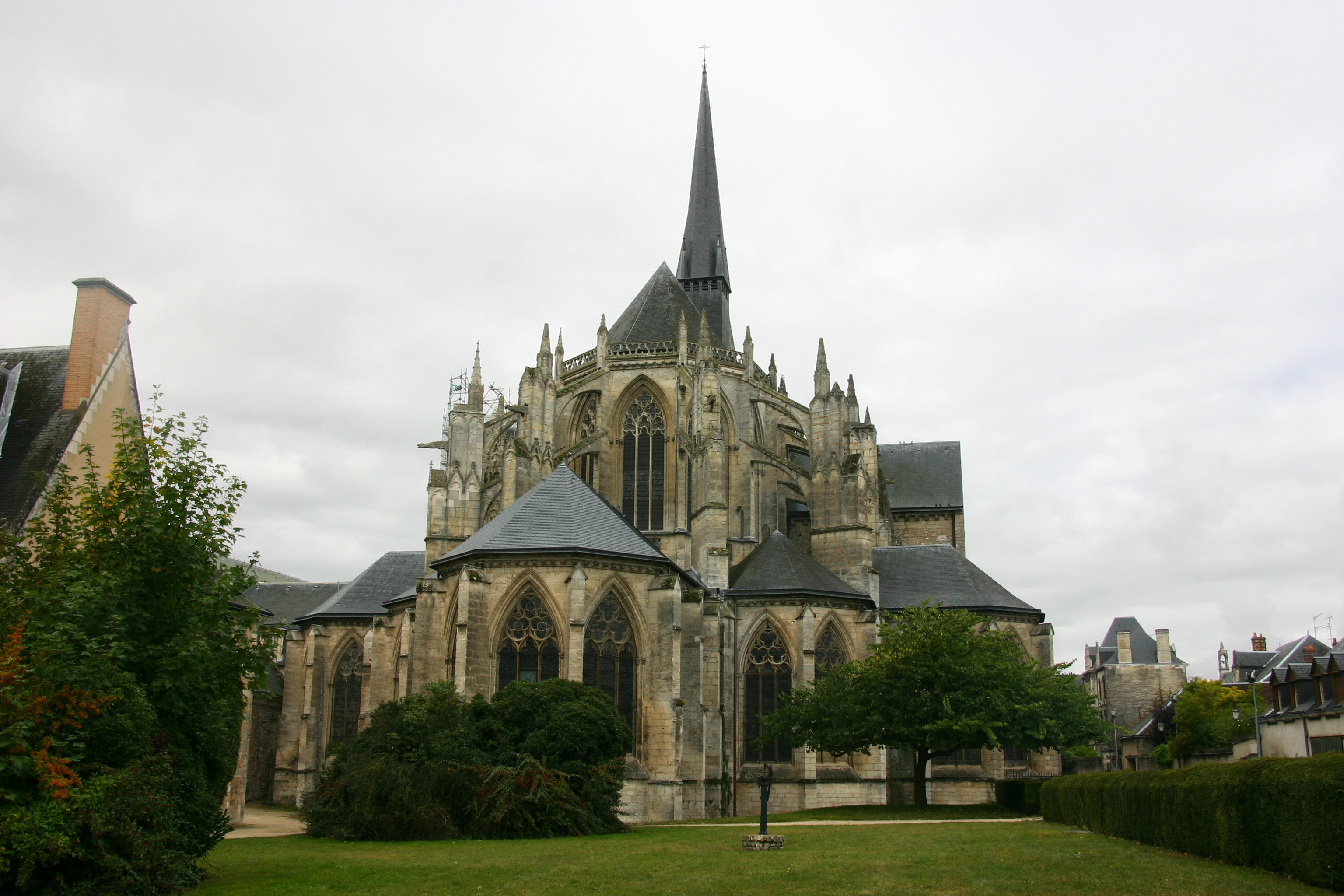
Abdijkerk

### Klooster
Rond de kloostertuin waren er een slaapzaal, een gastenverblijf en een refter. In de kapittelzaal zijn fresco's uit de vroegste jaren van de abdij bewaard (einde 11e - begin 12e eeuw). Deze werden pas in 1972 ontdekt en blootgelegd.